# Крупська (станиця)
Крупська (колишній хутір Донохоперський, станиця Донохоперська) — станиця в Виселківському районі Краснодарського краю. Центр Крупського сільського поселення. 
Населення — близько 2 000 мешканців (2002).
Станиця розташована в верхів'ях річки Бейсужек (права притока Бейсуга), у степовій зоні, за 28 км східніше районного центру — станиці Виселкі. За 4 км на захід розташована станиця Александроневська.